# Ophiocymbium
Ophiocymbium is een geslacht van slangsterren uit de familie Ophiomyxidae. De wetenschappelijke naam van het geslacht werd in 1880 voorgesteld door Theodore Lyman. In de protoloog plaatste Lyman in het geslacht slechts de soort Ophiocymbium cavernosum, waarmee die automatisch de typesoort werd.

## Soorten
- Ophiocymbium antarcticus Martynov, 2010
- Ophiocymbium cavernosum Lyman, 1880
- Ophiocymbium ninae Martynov, 2010
- Ophiocymbium rarispinum Martynov, 2010
- Ophiocymbium tanyae Martynov, 2010